# Grünwald Dezső
Grünwald Dezső, 1946 után Csákány Dezső (Cece, 1893. július 19. – Budapest, 1963. július 10.) orvos, Csákány György (1920–2003) radiológus apja, Csákány M. György (1946–2002) szülész-nőgyógyász és Csákány Zsuzsa (1946) filmvágó nagyapja.

## Életpályája
Grünwald Adolf szabómester és Schmiedeg Ilona (Helén) fiaként született a Fejér vármegyei Cece községben. Középiskolai tanulmányait a Szekszárdi Állami Főgimnáziumban (1904–1911) végezte, majd a Budapesti Tudományegyetem Orvostudományi Karának hallgatója lett, ahol 1919-ben orvosdoktorrá avatták. Az első világháború idején 28 hónapig a fronton teljesített szolgálatot, s több hónapig működött kolera- és járványbarakkokban. Pályáját a Szent István Kórház Női Belgyógyászati és Sebészeti Osztályán kezdte mint gyakornok. 1923 után a Magyar Hajózási Betegségi Biztosító Intézet orvosa volt. 
Felesége Simon Zsófia (1897–1973) volt, Simon Lipót és Lázár Pepi lánya, akit 1919. december 31-én Budapesten, a Ferencvárosban vett nőül.
A Kozma utcai izraelita temetőben nyugszik.

## Művei
- Az ingertherapia az általános orvosi joggyakorlatban és a betegpénztári praxisban. Tanulmány. (Gyógyászat, 1930)
- Az ischias gyógyítása intravénás caseininjectiókkal. (Gyógyászat, 1938, 38. szám)